# Damülser Mittagsspitze
Damülser Mittagsspitze – szczyt w Lesie Bregenckim, paśmie Alp Wschodnich. Leży w Austrii, w kraju związkowym Vorarlberg. 
Nazwa szczytu pochodzi od gminy Damüls.